# Droga krajowa nr 71 (Polska)

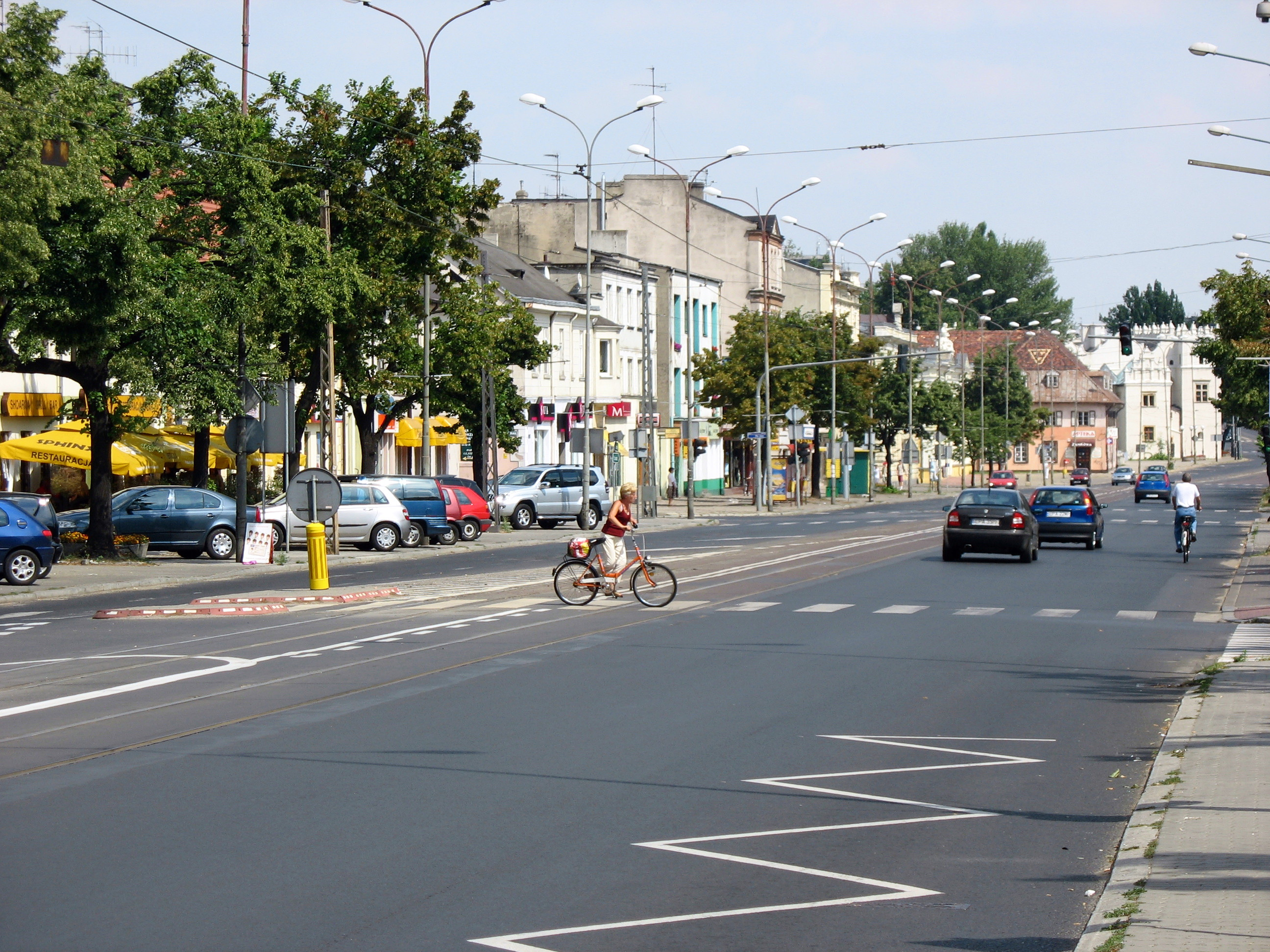
ul. Zamkowa w Pabianicach, dawny przebieg drogi krajowej nr 71

Droga krajowa nr 71 – droga krajowa klasy G, leżąca na obszarze województwa łódzkiego. Trasa jest północną i południową obwodnicą Łodzi. Po domknięciu obwodnic Łodzi, 1 stycznia 2023 trasa została skrócona o fragment Zgierz – Aleksandrów Łódzki – Konstantynów Łódzki – Pabianice. Wszystkie odcinki starej trasy 71 stanowią obecnie fragmenty sieci dróg wojewódzkich. Przekwalifikowania nastąpiły 25 czerwca 2022 roku dla odcinka na zachód od drogi S14 i 7 lipca 2023 roku dla odcinka północno-zachodniego. Po wyroku NSA odcinek od węzła Pabianice Północ do Rzgowa pozostaje drogą krajową.

## Klasa drogi
Droga na całej długości posiada parametry klasy G.

## Historia numeracji
W latach 1986–2000 trasa posiadała oznaczenia:
| drogi krajowej nr 711 | na odc. Stryków – Zgierz – Konstantynów Łódzki – Pabianice |
| drogi krajowej nr 714 | na odc. Pabianice – Rzgów                                  |

## Dopuszczalny nacisk na oś
Od 13 marca 2021 roku na drodze dozwolony jest ruch pojazdów o nacisku pojedynczej osi napędowej do 11,5 tony. Wcześniej na odcinku Pabianice (S14 węzeł „Pabianice Północ”) – Rzgów (91) dopuszczalny był ruch pojazdów o nacisku pojedynczej osi do 8 ton.

## Ważniejsze miejscowości leżące na trasie 71
- Sosnowiec (A2, DK14)
- Zgierz (S14)
- Pabianice
- Rzgów